# Pata de mulo
Pata de mulo és un formatge elaborat amb llet d'ovella a la comarca de Tierra de Campos a Castella i Lleó. Es va originar com una versió madurada del formatge Villalón, un formatge fresc elaborat a Villalón de Campos. A causa de la seva forma allargada es va donar a conèixer com a pata de mulo, literalment «pota de mul». Aquesta forma s'aconseguia modelant el formatge a mà en una gasa. Diversos formatges pata de mulo elaborats per la formatgeria Los Payuelos han estat guardonats als World Cheese Awards.
És un formatge de premsat intens i de coagulació enzimàtica. S'elabora amb llet d'ovella pasteuritzada, posteriorment es submergeix en salmorra i es deixa madurar entre tres i sis mesos. Així s'obté una pasta compacta i el seu interior és cec i sense ulls. És de color blanc d'os que pot esdevenir blanc ivori en els més madurats. L'escorça és de color groc amb un toc ocre. La seva forma és tubular i al paladar recorda el formatge madurat d'ovella, tot i que té un punt més salat i oliós. Es pot maridar amb vins de la Ribera del Duero i també amb blancs secs.